# Bronisław Rutkowski
Bronisław Rutkowski (* 27. Februar 1898 in Komaje; † 1. Juni 1964 in Leipzig) war ein polnischer Organist, Musikpädagoge und -wissenschaftler.

## Leben und Wirken
Rutkowski studierte Musik am Sankt Petersburger Konservatorium bei Jacques Handschin, Wassili Kalafati und Jāzeps Vītols und polnische Literatur an der Universität Vilnius. Er setzte seine musikalische Ausbildung am Warschauer Konservatorium bei Mieczysław Surzyński fort. Schließlich war er Schüler von Louis Vierne an der Schola Cantorum in Paris und studierte an der Sorbonne.
Er nahm am Polnisch-Sowjetischen Krieg teil und wurde 1921 mit dem Krzyz Virtuti Militari ausgezeichnet. Er unterrichtete dann am Warschauer Konservatorium, wo Józef Chwedczuk und Feliks Rączkowski zu seinen Schülern zählten. Er arbeitete für den polnischen Rundfunk und war Gründer und Präsident der Stowarzyszenia Milosników Muzyki Dawnej (Verein der Freunde Alter Musik).
Nach dem Zweiten Weltkrieg unterrichtete Rutkowski an der Musikhochschule in Krakau. Hier studierten u. a. Jan Jargoń, Joachim Grubich, Gerard Mryka und Józef Serafin bei ihm. Rutkowski gilt als Vater der modernen polnischen Orgelkunst. Er förderte das Musikleben als Autor zahlreicher Artikel und Chefredakteur der Zeitschrift Ruch Muzyczny. Für seine Verdienste wurde er u. a. mit dem Komturkreuz des Ordens Polonia Restituta und dem Musikpreis der Stadt Krakau ausgezeichnet. Rutkowski starb am 1. Juni 1964 während der Proben zum Bach-Wettbewerb in der Leipziger Thomaskirche.